# چن شیانجون
چن شیانجون (انگلیسی: Chen Xianjun؛ زادهٔ ۱۴ ژوئیهٔ ۱۹۷۴)  تیرانداز اهل چین بود. وی در بازی‌های المپیک تابستانی ۱۹۹۶ حضور داشته‌است.